# Limanul Cugurlui
Limanul Cugurlui, în limba noastră Covurlui (nume comănesc sau tătăresc întâlnit și în județul Galați), sau Cuhurlui (în rusă Кугурлуй, în ucraineană Кугурлуй) este un liman fluviatil natural cu apă dulce, situat în lunca formată pe cursul inferior al Dunării, în Bugeac, în Basarabia. El se află în regiunea Odesa din sud-vestul Ucrainei, în apropiere de Delta Dunării. 
Limanul Cugurlui se află la granița a două raioane din regiunea Odesa: Ismail (partea de est) și Reni (partea de vest). Pe malul nordic al său se află satele Necrasovca-Nouă, Lărgeanca și Satu Nou. 
Este unul dintre cele mai mari limane naturale din Ucraina, având o suprafață de 82 km². Limanul are o formă neregulat circulară cu diametrul de aproximativ 20 km. Adâncimea medie a lacului este de aproximativ 0.8–1 m, cea maximă fiind de 2.5 m. 
Limanul Cugurlui/Covurlui este legat de limanul Ialpug printr-o portiță, transformată în canal în anii '70 ai secolului al XX-lea, numită „Repedea” (în ucraineană Repida). Acest canal navigabil străbate tot limanul Covurlui stabilind astfel legătura între Ialpug și Dunăre. Peste digul care separă cele două limane trece șoseaua Reni–Ismail. După construirea barajului dintre Ialpug și Covurlui, schimbul de apă a scăzut cu aproape o treime, ceea ce a dus la eutrofizarea Ialpugului. De asemenea, Covurluiul comunică și cu Dunărea prin mai multe gîrle mici de legătură.
Limanul Covurlui este înscris pe lista zonelor umede de importanță internațională a Convenției de la Ramsar (1971), cu o suprafață protejată de 65 km².

## Geografia
Bazinul limanului are o formă circulară neregulată, cu diametrul de aproximativ 20 km. Malurile nordice, estice și vestice ale lacului sunt joase și mlăștinoase, iar cele sudice sunt joase și nisipoase. Fundul adânc al lacului se află acoperit cu un strat de mâl negru conținând hidrogen sulfurat, iar fundul mai puțin adânc și malurile sunt nisipoase. 
Limanul Covurlui este legat de Lacul Ialpug (în partea de nord) și de Dunărea (în partea de sud) prin canale, prin care se varsă surplusul de apă și prin care trec peștii. Între Ialpug și Covurlui se află un dig, care este tăiat de un canalul „Repedea”, o fostă portiță naturală menționată într-un document otoman din anul 1645. 

## Hidrografie
Limanul Covurlui este aprovizionat cu apă în special ca urmare a schimbului de apă cu Dunărea și cu limanul Ialpug. În primăvară și toamnă, ploile și zăpezile produc o creștere a suprafeței limanului. 
Temperatura la suprafață a apei poate atinge vara un maxim de 28-30 °C. Iarna, limanul, maritim în preistorie, îngheață la suprafață. Salinitatea apei variază într-un interval de la 0,8 la 1,5 g/litru. 
În ultimii 25 de ani ai secolului al XX-lea, s-a constatat o creștere a numărului de substanțe chimice toxice, care poluează apele limanelor Covurlui și Ialpug și duce la depunerea de sedimente toxice în lac. La începutul anului 1988 a avut loc un accident ecologic (eutrofizarea, adică o creștere catastrofală a nitratelor și nitriților) soldat cu otrăvirea în masă a peștilor, racilor și a vegetației acvatice. În prezent, sunt luate periodic măsuri pentru a curăța lacul de sedimente și a îmbunătăți starea ecologică în bazinele limanlor Ialpug și Covurlui.

## Flora și fauna
Aflat în lunca Dunării, în apropiere de Delta Dunării, limanul Covurlui dispune de o bogată vegetație acvatică (stuf, papură de baltă). În tufișurile de pe malurile lacului își fac cuiburi păsările migratoare. În mlaștinile de pe malul de sud-est al lacului este o colonie de pelicani creți (Pelecanus crispus) unică în Ucraina.
Limanul este bogat în pește, aici viețuind numeroase specii de pește, precum și un număr mare de raci. Printre speciile de pește întâlnite aici sunt crapul, bibanul, plătica, știuca etc. Pescuitul are caracter industrial, în apropierea lacului existând ferme piscicole. În prezent, sunt luate măsuri pentru a proteja resursele naturale ale lacului, inclusiv prin introducerea de perioade de prohibiție (în care pescuitul este interzis). 

## Economia
Apa din limanul Covurlui este folosită pentru irigații. Între malul sudic și Dunăre, au fost construite poldere care au fost utilizate pentru culturile de cereale (se cultivă permanent grâu și ovăz, iar însămânțarea cu porumb și lucernă se face periodic, prin rotație. În ultimii ani, s-a trecut la realizarea în principal de culturi furajere (lucernă etc.). 

## Istoric
În perioada anilor 1940-1941, după anexarea Basarabiei de către URSS prin Pactul Ribbentrop-Molotov (încheiat între Germania și Uniunea Sovietică), limanul Covurlui a devenit principala bază militară sovietică a Flotilei Dunării. Mai sunt și acum epave moștenite din acea perioadă.